# NGC 4983
NGC 4983 é uma galáxia espiral barrada (SB0-a) localizada na direcção da constelação de Coma Berenices. Possui uma declinação de +28° 19' 15" e uma ascensão recta de 13 horas, 08 minutos e 27,4 segundos.
A galáxia NGC 4983 foi descoberta em 11 de Abril de 1785 por William Herschel.